# 吉姆·阿德
吉米·李·阿德（英語：Jimmie Lee Ard，1948年9月19日—），美国NBA联盟职业篮球运动员。他在1970年的NBA选秀中第1轮第6顺位被西雅图超音速选中。